# Nils Teixeira
Nils Teixeira (* 10. Juli 1990 in Bonn) ist ein deutscher Fußballspieler.

## Karriere

### Vereine
Teixeira ist ein Sohn portugiesischer Eltern. Er wechselte 2004 vom Bonner SC in die Jugendabteilung von Bayer 04 Leverkusen. In der Saison 2006/07 spielte er als 16-jähriger schon zwei Mal für die A-Junioren-Mannschaft in der U-19-Bundesliga-West und gewann mit ihr die Deutsche Meisterschaft. In der Saison 2008/09 kam der damals 18-Jährige zu zwei Einsätzen für die U-23-Mannschaft in der Regionalliga West.
Zur Saison 2009/10 wurde Teixeira in die 3. Liga an Kickers Offenbach ausgeliehen. Zum Rundenauftakt kam er gegen Erzgebirge Aue zu seinem ersten Profieinsatz, als er von Trainer Hans-Jürgen Boysen in der 84. Minute eingewechselt wurde. In seiner ersten Profisaison erkämpfte sich Teixeira einen Platz in der Stammelf und gewann den Hessenpokal. Er bestritt 33 der 38 Ligaspiele und das DFB-Pokal-Spiel gegen den Erzrivalen Eintracht Frankfurt (0:3). Im Mai 2010 unterzeichnete er in Offenbach einen Einjahresvertrag für die Spielzeit 2010/11. Auch in seinem zweiten Jahr zählte der meist auf der linken Seite eingesetzte Defensivspieler zu den Stammkräften bei den Kickers, die lange Zeit um den Aufstieg in die 2. Bundesliga mitspielten, aber zum Saisonende das angepeilte Saisonziel verfehlten.
Zur Saison 2011/12 wechselte Teixeira in die 2. Bundesliga zum FSV Frankfurt. Die Mannschaft des Frankfurter Stadtteilvereins wurde von Hans-Jürgen Boysen trainiert, der ihn bereits zwei Jahre zuvor nach Offenbach geholt hatte. In seiner ersten Zweitligasaison war er Stammspieler auf der linken Abwehrseite und kam in 29 Ligaspielen und zwei Pokalspielen zum Einsatz. Auch in den beiden darauffolgenden Jahren gehörte er überwiegend zum Stammpersonal auf den Außenverteidigerpositionen und absolvierte 55 Ligaspiele sowie vier Pokalspiele. Zur Saison 2014/15 ging Teixeira zurück in die 3. Liga zu Dynamo Dresden, wo er einen Zweijahresvertrag erhielt. 2016 unterschrieb er einen weiteren Vertrag bei Dynamo Dresden bis zum 30. Juni 2017.
Anfang Juli 2017 unterzeichnete Teixeira einen Zweijahresvertrag beim Zweitligisten Arminia Bielefeld. Am 19. Juni 2018 gab der Verein bekannt, dass der Vertrag mit Teixeira vorzeitig zum 30. Juni 2018 aufgelöst wird.  Am 3. Juli 2018 gab der zyprische Erstligist AEL Limassol die Verpflichtung Teixeiras bekannt. Dort gewann er im Mai 2019 den nationalen Pokal durch einen 2:0-Finalerfolg über APOEL Nikosia. In der 2. Qualifikationsrunde zur UEFA Europa League 2019/20 scheiterte man am griechischen Vertreter Aris Saloniki (0:0, 0:1), Teixeira kam in beiden Partien über 90 Minuten zum Einsatz. Ende September 2020 schloss er sich dann seinem Jugendverein Bonner SC an, mit dem er in der Saison 2021/22 aus der Regionalliga West abstieg. Im Sommer 2022 wechselte Teixeira zum damaligen Mittelrheinligisten SV Eintracht Hohkeppel und stieg mit dem Verein 2024 in die Regionalliga West auf. Doch schon ein halbes Jahr später ging Teixeira weiter zum FC Hennef 05 zurück in die Mittelrheinliga.

### Nationalmannschaft
Teixeira durchlief sämtliche Jugendnationalmannschaften von der U-16 bis zur U-20. Er bestritt insgesamt 58 U-Länderspiele und nahm unter anderem mit der U-17-Nationalmannschaft an der Europameisterschaft 2007 (5. Platz) sowie der Weltmeisterschaft 2007 (3. Platz) teil.

## Auszeichnungen
Als Nachwuchstalent wurde er am 12. September 2007 vom Deutschen Fußball-Bund mit der Fritz-Walter-Medaille in Bronze in der Altersklasse U-17 geehrt. Die Übergabe fand im Rahmen eines A-Länderspiels im Rheinenergiestadion in Köln statt.

## Erfolge
- Deutscher A-Junioren-Meister: 2007
- Hessenpokalsieger: 2010
- Zyprischer Pokalsieger: 2019